# 유강 (동해공왕)
동해공왕 유강(東海恭王 劉彊, 25년 ~ 58년)은 후한의 황족이자 제후왕이다. 광무제 유수의 장남이며 명제의 이복 형이다. 본래 황태자로 책봉되었으나, 어머니인 곽 황후가 폐위되자 아버지께 황태자에서 물러나겠다고 요청했고 광무제는 수 차례 거절했으나 계속되는 아들의 요청에 결국 황태자에서 폐하고 동해왕에 봉했다. 하지만 그래도 맏이에 대한 애뜻한 마음이 남아있던지 이자왕이지만 굉장히 많은 토지를 봉했다고 한다.

## 가계
- 부황 : 제1대 광무제 유수
- 모후 : 광무황후 곽씨
  - 동생 : 패헌왕 유보(沛獻王 劉輔)
  - 이복동생 : 제2대 명제
  - 조카 : 제3대 장제, 조카이자 외손녀 사위
- 왕후 :
  - 아들 : 동해정왕(東海靖王) 유정(劉政), 5대손 유우(劉虞)
  - 딸 : 비양공주(沘陽公主)
  - 사위 : 두훈(竇勳)
    - 외손녀 : 장덕황후 두씨(章德皇后 竇氏), 제3대 장제의 비